# Kishajmás
Kishajmás je selo u središnjoj južnoj Mađarskoj.
Zauzima površinu od 11,76 km četvornih.

## Zemljopisni položaj
Nalazi se na 46° 12' sjeverne zemljopisne širine i 18° 5' istočne zemljopisne dužine, sjeverozapadno od Mečeka. 3 km zapadno je Kisbeszterce, Mindszentgodisa je 2 km sjeverno, Raslovo je 3 km sjeveroistočno, Đabir je 1,5 km istočno, Kovácsszénája je 3 km jugoistočno, Gustot je 1,5 km južno, Karacodfa je 2 km jugozapadno.

## Upravna organizacija
Upravno pripada Šaškoj mikroregiji u Baranjskoj županiji. Poštanski broj je 7391. 

## Promet
Kroz selo prolazi željeznička prometnica Šaš-Selurinac. U selu je i željeznička postaja.

## Stanovništvo
Kishajmás ima 216 stanovnika (2001.). Mađari su većina, a Roma, koji u selu imaju manjinsku samoupravu, ima preko 6%. 4/5 sela su stanovnika su rimokatolici, a 8% su kalvinisti.

## Vanjske poveznice
- Kishajmás na fallingrain.com